# Denny Carmassi
Denny Carmassi (San Francisco, 30 aprile 1947) è un batterista statunitense.
Italoamericano originario dell'area della baia di San Francisco, Carmassi fu un membro originale dei Montrose, assieme a Sammy Hagar, Ronnie Montrose, e Bill Church; nelle sue frequenti collaborazioni ha suonato, tra gli altri, anche con Ronnie Montrose (solo band), Sammy Hagar (solo band), Heart, Coverdale/Page, Whitesnake e David Coverdale.

## Biografia
Nato da una famiglia di batteristi (anche il padre ed il fratello suonavano la batteria), seguiva fin da bambino le prove della band del padre. Sempre con il padre conosce e segue molti altri bravi batteristi; a quel tempo sogna di diventare come Jimmy Vincent, che suonava con Louie Prima. Affina la sua tecnica e si esercita suonando l'accompagnamento ritmico sul disco di Ray Charles Live at the Newport Jazz Festival, dove la parte di batteria era affidata a Richard Goldberg. Viene principalmente influenzato come stile, negli anni cinquanta, da Earl Palmer (batterista di Little Richard, Fats Domino, Eddie Cochran e molti altri gruppi) mentre negli anni sessanta preferisce ascoltare ed imitare Al Jackson Jr., che suonava con Booker T. Jones. Successivamente si innamora artisticamente di John Bonham e Tony Williams che elegge a suoi propri maestri ideali, abbracciando definitivamente il movimento British Invasion e l'hard rock.
Inizia a suonare seriamente nell'area di San Francisco, nei bar e club della megalopoli, si trasferisce con una band denominata Sweet Linda Divine a New York per incidere un album con la Columbia prodotto da Al Kooper. Da quel momento inizia a unirsi e lasciarsi con una infinità di gruppi dell'underground newyorkese fino a quando, arrivato ai 25 anni, intraprende una carriera di primo piano con i Montrose.

## Discografia
Montrose 
- Montrose (1973)
- Paper money (1974)
- Warner Brothers Presents... Montrose! (1975)
- Jump on It (1976)

 Sammy Hagar 
- Musical Chairs (1977)
- All Night Long (1978) (live)

 Gamma 
- Gamma 1 (1979)
- Gamma 2 (1980)
- Gamma 3 (1982)
- The best of Gamma (1992)

 Heart 
- Passionworks (1983)
- Heart (1985)
- Bad Animals (1987)
- Brigade (1990)
- Rock The House Live! (1991)
- Desire Walks On (1993)

 Coverdale/Page 
- Coverdale/Page (1993)

 Whitesnake 
- Restless Heart (1997)

## Albums
- Sweet Linda Divine - Sweet Linda Divine (1970)
- Montrose - Montrose (1973)
- Montrose - Paper Money (1974)
- Montrose - Warner Brothers Presents... Montrose! (1975)
- Montrose - Jump On It (1976)
- Sammy Hagar - Musical Chairs (1977)
- Sammy Hagar - All Night Long (1978)
- Randy Meisner - Randy Meisner (1978)
- St. Paradise - St. Paradise (1979)
- Gamma - Gamma 2 (1980)
- Gamma - Gamma 3 (1982)
- Randy Meisner - Randy Meisner (1982)
- Heart - Passionworks (1983)
- Kim Carnes - Café Racers (1983)
- Mitchell Froom - Key of Cool (1984)
- Al Stewart - Russians & Americans (1984)
- Joe Walsh - The Confessor (1985)
- Heart - Heart (1985)
- Stevie Nicks - Rock a Little (1985)
- 38 Special - Strength in Numbers (1986)
- Heart - Bad Animals (1987)
- Whitesnake - Here I Go Again 87 - Radio-Edit Single (1987)
- Cinderella - Long Cold Winter (1988)
- Russell Hitchcock - Russell Hitchcock (1988)
- Heart - Brigade (1990)
- Heart - Rock the House Live! (1991)
- Coverdale/Page - Coverdale/Page (1993)
- Heart - Desire Walks On (1993)
- Randy Newman - Faust (1995)
- Ted Nugent - Spirit of the Wild (1995)
- Sammy Hagar - Marching to Mars (1997)
- Whitesnake - Restless Heart (1997)
- David Coverdale - Into the Light (2000)
- Trip to Heaven - 707 (2000)
- Gamma - Gamma 4 (2001)
- Bruce Turgon - Outside Looking In (2006)